# Ken Grimwood
Pour les articles homonymes, voir Grimwood (homonymie).
Œuvres principales
- Replay

Ken Grimwood, né le 27 février 1944 à Dothan en Alabama et décédé le 6 juin 2003  à Santa Barbara en Californie, est un auteur de fiction américain.

## Biographie
Les thèmes de prédilections de Ken tournent autour de l'affirmation de soi et du contrôle de sa vie, thèmes retrouvés dans son roman le plus connu, Replay.
Durant sa jeunesse à Pensacola, en Floride, Ken Grimwood se découvre un intérêt dans les EC Comics et dans le radio journalisme. Dans la première moitié des années 1960, il travaille pour la station d'information WLAK à Lakeland, en Floride. Par la suite il étudie la psychologie à New York au Bard College.
En 1988, il reçoit le prix World Fantasy du meilleur roman pour Replay.

## Romans
- (en) Breakthrough, 1976
- (en) Elise, 1979
- (en) The Voice Outside, 1982
- Replay, Seuil, 1988 ((en) Replay, 1986)
- (en) Into the Deep, 1994